# Carl Adam Wachtmeister
Carl Adam Wachtmeister, född 27 maj 1740 på Rotenberg i Östergötland, död 29 juni 1820 i Stockholm, var en svensk greve, överstemarskalk och militär.

## Karriär
Wachtmeister var son till överstelöjtnanten, friherre Axel Gustaf Wachtmeister af Björkö och grevinnan Magdalena Sofia Wachtmeister af Johannishus, en dotterdotter till Magnus Stenbock. Sin militära utbildning fick Wachtmeister vid Adolf Fredriks kadettkår, därefter blev han utnämnde till fänrik vid Skaraborgs regemente 1756. Härifrån flyttades han följande året med samma grad till Livgardet, där han 1763 blev löjtnant. 1770 utnämndes han till kavaljer hos hertig Karl samt befordrades 1772 till stabskapten. Redan samma år utnämnd till överste i armén. 1776 fick han av Gustav III fullmakt att vara överste för Jämtlands regemente. 1785 blev han överste och kommendant vid Göteborgs garnison tillika chef för Garnisonsregementet i Göteborg. 1787 utnämndes han till guvernör till kronprins Gustav Adolf.
Då Gustav III:s ryska krig utbröt 1788 utnämndes Wachtmeister till befälhavare över alla trupper i Stockholm. Under Riksdagen 1789 inlämnade han dock sin protest mot Förenings- och säkerhetsakten, och ställde sig till oppositionen mot Gustav III. Wachtmeister lämnade Stockholm då han entledigades från alla sina befattningar, och han bosatte sig på sina gods i Svenska Pommern. Han återkom efter Gustav III:s död 1792 och utnämndes till en av rikets herrar 1792 samt till överstemarskalk hos änkedrottning Sofia Magdalena. 1793 blev han kansler vid Åbo akademi.

## Utmärkelser[2]
- Riddare av Svärdsorden - 28 maj 1772
- Kommendör av Svärdsorden - 1 september 1782
- Kommendör med stora korset av Svärdsorden - 26 november 1785
- En av rikets herrar - 19 augusti 1792
- Riddare och kommendör av Kungl. Maj:ts orden - 24 november 1794
- Greve - 9 november 1799 (vid kronprins Gustafs födelse)
- Riddare av Carl XIII:s orden - 27 maj 1811